# San José Vista Hermosa, San Lucas Zoquiápam
San José Vista Hermosa är en ort i Mexiko.   Den ligger i kommunen San Lucas Zoquiápam och delstaten Oaxaca, i den sydöstra delen av landet, 280 km sydost om huvudstaden Mexico City. San José Vista Hermosa ligger 1 773 meter över havet och antalet invånare är 484.
Terrängen runt San José Vista Hermosa är kuperad åt nordväst, men åt sydost är den bergig. Runt San José Vista Hermosa är det ganska tätbefolkat, med 75 invånare per kvadratkilometer. Närmaste större samhälle är Huautla de Jiménez, 4,5 km öster om San José Vista Hermosa. I omgivningarna runt San José Vista Hermosa växer i huvudsak städsegrön lövskog.